# Reginald Uba
Reginald Uba (* 26. Juli 1911 in Kohtla, Gouvernement Estland, Russisches Kaiserreich; † 15. August 1972 in Tallinn, Estnische SSR, Sowjetunion) war ein estnischer Mittelstreckenläufer.
Bei den Olympischen Spielen 1936 in Berlin schied er über 1500 m im Vorlauf als Neuntplatzierter mit 4:26,2 min aus.

## Persönliche Bestzeiten
- 1500 m: 4:03,0 min, 1936[1]